# Lioux-les-Monges
Lioux-les-Monges ist eine Gemeinde im Zentralmassiv in Frankreich. Sie gehört zur Region Nouvelle-Aquitaine, zum Département Creuse, zum Arrondissement Aubusson und zum Kanton Auzances. Sie grenzt im Nordwesten an Sermur, im Norden an Brousse, im Nordosten an Châtelard, im Westen an Chard, im Südwesten an Mérinchal, im Süden an La Mazière-aux-Bons-Hommes, im Südwesten an Saint-Bard und im Westen an Mautes.

## Bevölkerungsentwicklung
| Jahr      | 1962 | 1968 | 1975 | 1982 | 1990 | 1999 | 2008 | 2018 |
| --------- | ---- | ---- | ---- | ---- | ---- | ---- | ---- | ---- |
| Einwohner | 93   | 98   | 73   | 48   | 40   | 42   | 48   | 59   |

## Sehenswürdigkeiten
- Kirche Saint-Martial, erbaut im 5./6. Jahrhundert und erneuert im 14. Jahrhundert

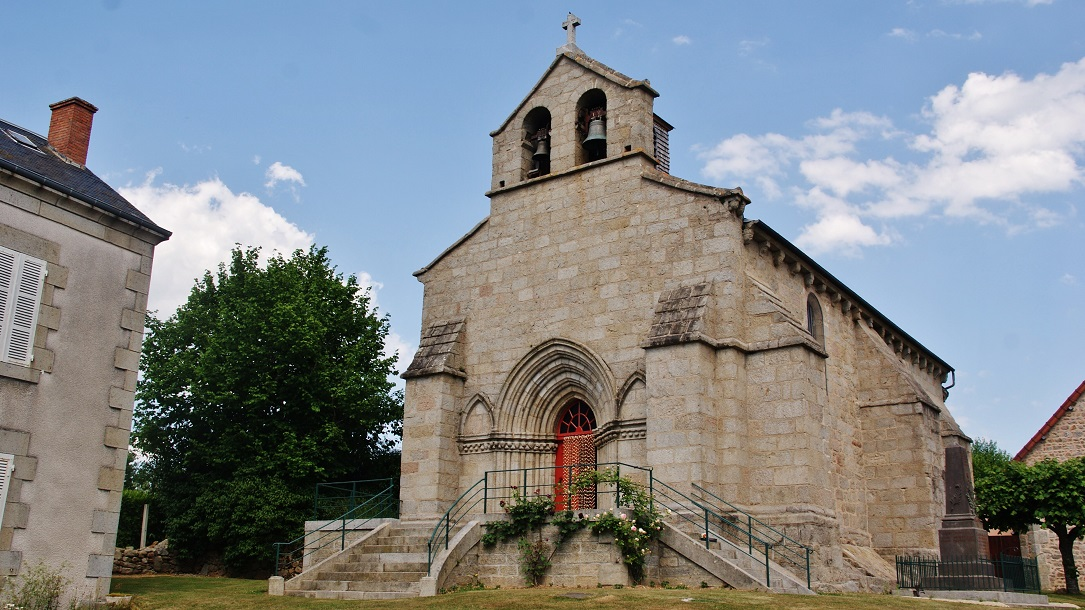
Kirche Saint-Martial